# Rue Cimarosa
La rue Cimarosa est une voie du 16e arrondissement de Paris, en France.

## Situation et accès
La rue Cimarosa est une voie publique située dans le 16e arrondissement de Paris. Elle débute au 66, avenue Kléber et se termine au 77, rue Lauriston.
Le site est desservi par la ligne 6 à la station Boissière.

## Origine du nom

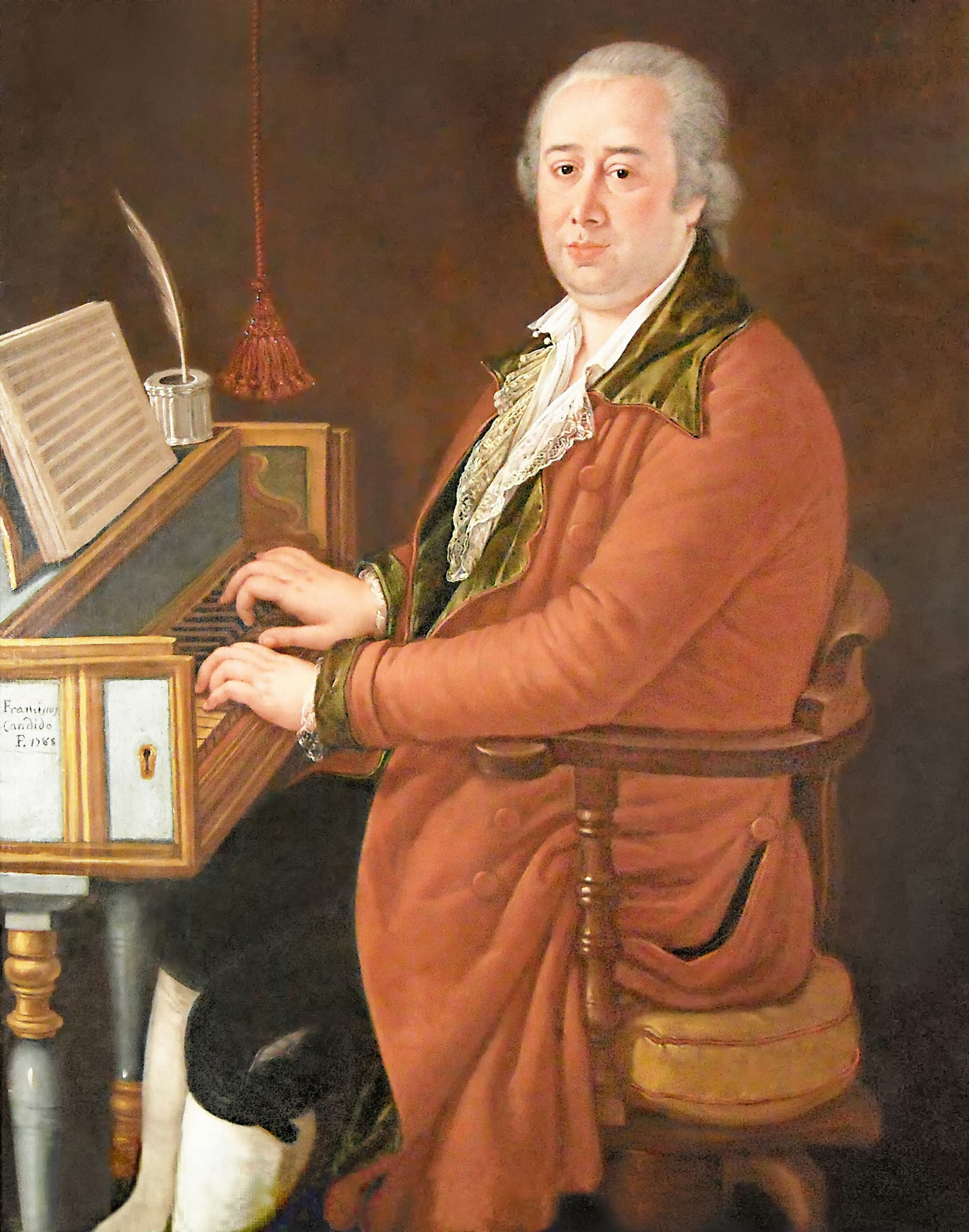
Le compositeur Domenico Cimarosa.

Elle porte le nom du compositeur italien Domenico Cimarosa (1749-1801).

## Historique
Cette voie de l'ancienne commune de Passy, alors dénommée « rue Saint-André » (1856), est classée dans la voirie parisienne par un décret du 23 mai 1863 et prend sa dénomination actuelle par un autre décret en date du 24 août 1864.

## Bâtiments remarquables et lieux de mémoire

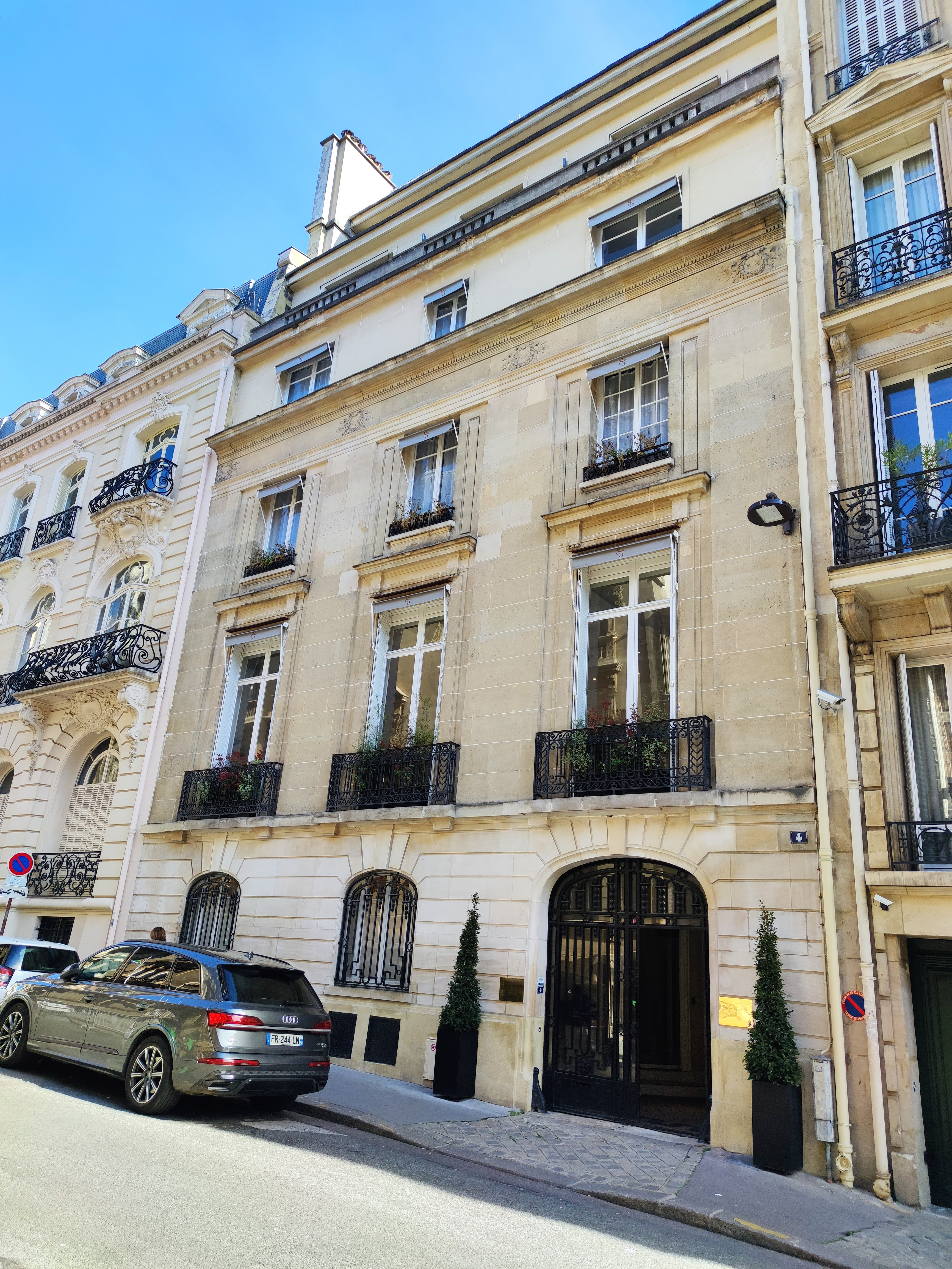
No 4.

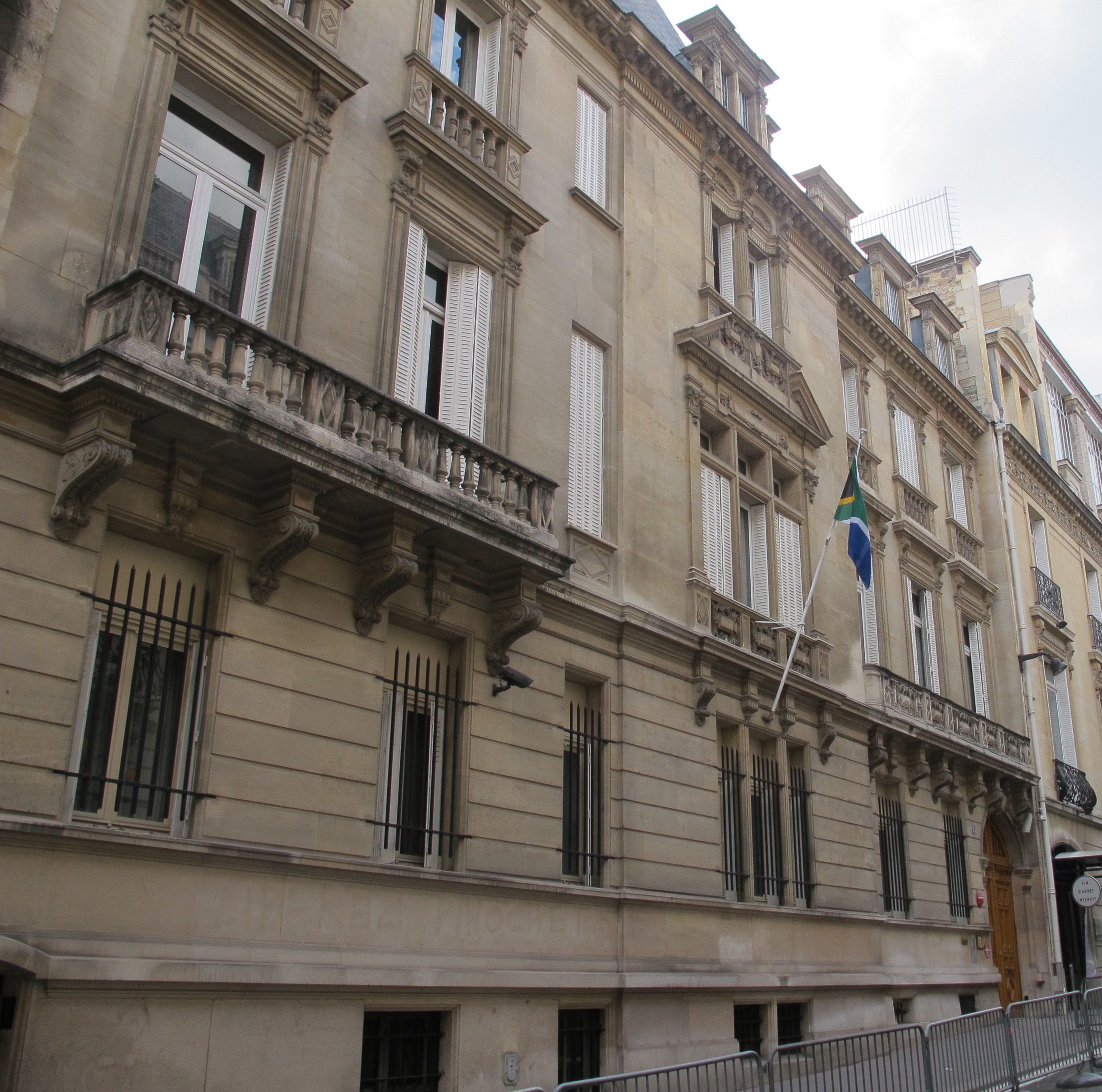
No 5.

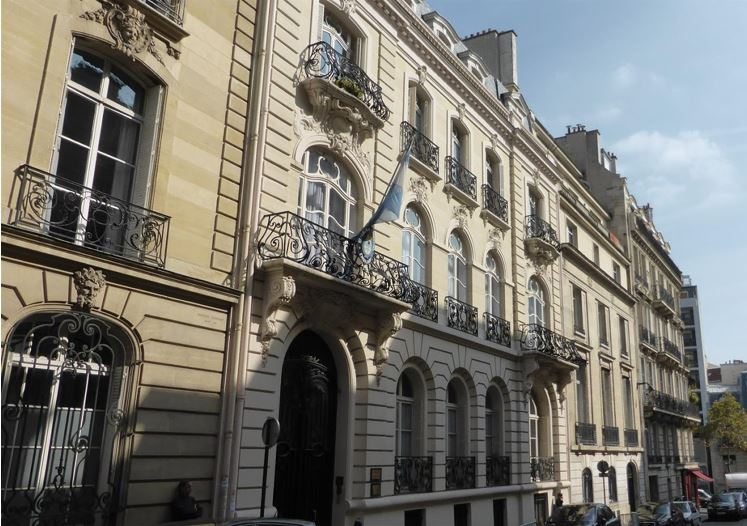
No 6.

- No 2 : au-dessus de la fenêtre d’angle du 3e étage de cet immeuble se trouve un médaillon représentant le compositeur italien Cimarosa, dont le nom est également gravé[3].
- No 5 : résidence de l'ambassadeur d'Afrique du Sud en France.
- No 6 : le bâtiment abrite l'ambassade et le consulat de la République d'Argentine.
- No 7 : cet hôtel particulier bâti au XIXe siècle par le maréchal Soult abritait le Pavillon Kléber, lieu de réception pour séminaires, conférences, déjeuners d’affaires, événements privés.
- No 9 : en 1945 se trouve à cette adresse une école privée, l’école Kleber, « cours secondaire, classique et moderne, pour jeunes gens et jeunes filles, de la 6e au baccalauréat complet », fréquentée par 60 élèves dont 12 pensionnaires. Le 15 octobre 1945, le directeur de l’école y est assassiné, victime d’un crime crapuleux[4].